# Pioneer 3
Pioneer 3 byla bezpilotní sonda z roku 1958 organizace NASA z USA určená k průzkumu Měsíce. Celý projekt programu Pioneer připravila Jet Propulsion Laboratory (JPL) v Pasadeně u Los Angeles. V katalogu COSPAR dostala přidělené označení 1958-008A.

## Program
Byl to třetí americký pokus o let k Měsíci a vytvoření jeho družice, či pokračovat v letu meziplanetárním prostorem.

## Konstrukce
Sonda měla startovní hmotnost 6 kilogramů. Byla kuželovitého tvaru, vysoká 0,58 metru, průměr základny 0,25 metru. Stabilizace měla být dosaženo rotací kolem osy. Byla opatřena anténovou tyčí, rtuťovou baterií, fotobuňkou, dvěma Geiger-Müllerovými trubicemi a vysílačem.

## Průběh letu
S pomocí rakety Juno II odstartovala sonda z rampy na kosmodromu Eastern Test Range na Floridě dne 6. prosince 1958. Dosáhla rychlosti 10,738 km/s místo plánovaných 11,14 km/s. Důvodem bylo předčasné spotřebování paliva prvního stupně. Vyletěla do výšky 102 230 km nad zemským povrchem a následně se po 38 hodinách vrátila a shořela v zemské atmosféře. I tato sonda přinesla díky měření trvajícímu 25 hodin informace o dvou vzdálených Van Allenových radiačních pásech.